# Kadijivka
Kadijivka (ukrajinsky Кадіївка, rusky Кадиевка) je město v Luhanské oblasti na Ukrajině. Leží na říčce Komyšuvaše (přítoku Luhaně) v oblasti Donbasu zhruba 50 kilometrů západně od Luhansku, hlavního města oblasti. V roce 2011 v něm žilo 79 tisíc obyvatel. V letech 1937-1943 se jmenovalo Sergo (rusky Серго) podle přezdívky Grigorije Konstantinoviče Ordžonikidzeho a v letech 1978-2016 bylo přejmenováno podle Alexeje Stachanova na Stachanov (ukrajinsky Стаханов).